# Fédération des acteurs de la solidarité
La Fédération des acteurs de la solidarité, anciennement Fédération nationale des associations d'accueil et de réadaptation sociale (FNARS), est une fédération française d'organismes et d'associations créé en 1956[réf. nécessaire], proposant aux personnes en situation de grave détresse sociale un accueil, un hébergement et une aide à la réinsertion sociale.
En 2020, la FAS réunissait 870 associations (dont Emmaüs, Aurore, l’Armée du Salut, la Cimade, Coalia ou la Fondation Abbé Pierre) qui géraient 1500 centres d’hébergement (90 % du parc).